# Fertigbad
Fertigbäder sind industriell vorgefertigte, selbsttragende Sanitärraumeinheiten, die aus dem Boden, den Wänden sowie der Decke bestehen. Dazu gehören die fertigen Wandauskleidungen, die komplette Sanitäreinrichtung sowie die entsprechenden horizontalen Ver- und Entsorgungsleitungen bis zum jeweiligen Schachtbereich. Umgangssprachlich wird auch von „Nasszellen“ oder Sanitärzellen gesprochen.
Im Hochbau finden sie besonders Verwendung in Kliniken und Krankenhäusern, Hotels und Pensionen, Alten- und Pflegeheimen und sonstigen Wohnanlagen wie beispielsweise Studentenwohnheime oder Justizvollzugsanstalten. Im Schiffbau können Fertigbäder sowohl in Kreuzfahrtschiffe, Containerschiffe und Frachtschiffe als auch in Luxusjachten und Offshore-Plattformen verbaut werden.

## Systeme und Bauweisen
Grundsätzlich unterscheidet man beim Fertigbadbau vier Systeme sowie unterschiedliche Bauweisen.

Bauweisen von Fertigbädern

Montage eines elementierten Fertigbades

Fertigbäder werden je nach der vom Hersteller gewählten Wandkonstruktion in verschiedene Bauweisen eingeteilt:
- Betonbauweise
- GFK Bauweise
- Mischbauweise

### Kompakte Bauweise
Bei der Modernisierung in kompakter Bauweise werden die Fertigbäder komplett zusammengebaut und vormontiert zur Baustelle geliefert. Das Badelement wird von der Seite aus in den an einer Außenwand geöffneten Bau oder von oben, bei noch nicht vorhandener Geschossdecke (Neubau) eingebracht und an die gewünschte Position auf der jeweiligen Ebene gebracht.

### Elementierte Bauweise
Bei der Modernisierung bestehender Gebäudeeinheiten können die nachzurüstenden Fertigbäder sowohl in elementierter Bauweise als auch in einem Stück, kompakt und kranfertig, eingesetzt werden. Bei der elementierten Bauweise werden die Wand-, Boden- und Deckenteile fertig gefliest an die Baustelle geliefert, wo sie dann zusammengesetzt, ausgestattet und an die Ver- und Entsorgungselemente angeschlossen werden. Der Kunde erhält ein benutzerfertiges Bad.

### Turmbauweisen
Selbsttragende, in sich geschlossene Fertigbad-Turmelemente werden von außen an einer vorhandenen Fassade und auf Höhe der gewünschten Geschosse zu Türmen zusammengesetzt. Der Grundriss der Turmelemente ist so ausgerichtet, dass der Anschluss der Ver- und Entsorgungsleitungen über das Gebäude vorgenommen wird. In jedem Stockwerk können so jeweils zwei Zimmer an ein Turmelement angeschlossen werden.

### Sonderbauweisen für die Modernisierung vorhandener Bäder
Bei Modernisierungsvorhaben wird noch nicht so oft daran gedacht, mit Fertigbädern zu arbeiten, als es beim Neubau der Fall ist. Doch auch hier entstehen Kalkulationsvorteile durch die weit schnellere Fertigstellung der Maßnahme und damit frühere Nutzung. Wenn beispielsweise eine Krankenhausstation erneuert werden soll, werden allein durch die Verwendung von Fertigbädern die Kosten für die neuen Bäder im Vergleich zu konventionellen Maßnahmen zu einem erheblichen Anteil durch frühere Einnahmen gedeckt.